# Shine (álbum de Anette Olzon)
Shine é o primeiro álbum de estúdio da cantora sueca de rock alternativo Anette Olzon, que foi lançado em 28 de março de 2014 na Europa pela Edel Music.

## Antecedentes e tema musical
O processo de escrita do álbum começou em 2009, ainda durante a Dark Passion Play World Tour do Nightwish (banda da qual Anette fazia parte como vocalista), e durou até pouco antes do lançamento do álbum. Em 2011, Anette postou as versões demo de "Invincible" e "Floating" em seu perfil no MySpace, alegando que aquelas eram apenas versões rudimentares das canções sem mixagem nem produção.
Ela também considera Shine um álbum "pessoal", e disse uma vez que as letras refletem seus pontos de vista em relação à vida, que "sempre foi dividida em preto e branco — escuridão e luz" para ela. A canção "Moving Away" foi escrita após sua mãe ser diagnosticada com câncer.
A capa do álbum mostra Anette em meio à algumas árvores fazendo o que ficou denominado como "pose Shine". Ela comentou que queria que a capa tivesse "algo com natureza".
| “ | Eu comecei enviando à gravadora fotos que eu mesma tirei da floresta onde o sol brilha através das árvores. É assim que eu penso de Shine. E então quando eu fiz o ensaio fotográfico com Patric Ulleus nós tiramos várias fotos desse tipo [...]. | ” |

## Singlese videoclipes
A faixa "Falling" foi lançada como single em 16 de dezembro de 2013 apenas como download digital, e acompanhada por um lyric video no YouTube. Pouco depois, em 14 de fevereiro de 2014, "Lies" foi lançada como segundo single do álbum e seu videoclipe, dirigido por Patric Ullaeus, foi disponibilizado no mesmo dia. Mais tarde, em 6 de março de 2015, o último single "Shine" também foi lançado em formato digital, e seu clipe dirigido por Raimo Gedda, foi postado no canal oficial de Anette no YouTube.

## Faixas
| N.º | Título                       | Compositor(es)                            | Duração |  |
| 1.  | "Like a Show Inside My Head" | Anette Olzon, Johan Glössner, Stefan Örn  | 3:38    |  |
| 2.  | "Shine"                      | Olzon, Glössner, Örn                      | 3:29    |  |
| 3.  | "Floating"                   | Olzon, Glössner, Sofia Loell              | 3:09    |  |
| 4.  | "Lies"                       | Olzon, Glössner, Örn                      | 5:02    |  |
| 5.  | "Invicible"                  | Olzon, Glössner, Örn                      | 3:17    |  |
| 6.  | "Hear Me"                    | Olzon, Glössner, Örn                      | 3:04    |  |
| 7.  | "Falling"                    | Olzon, Glössner, Örn                      | 4:30    |  |
| 8.  | "Moving Away"                | Olzon, Glössner, Örn                      | 4:59    |  |
| 9.  | "One Million Faces"          | Olzon, Fredrik Bergh, Martijn Spierenburg | 2:54    |  |
| 10. | "Watching Me from Afar"      | Olzon, Glössner, Örn                      | 4:14    |  |

## Desempenho nas paradas
| País  | Parada (2014)       | Melhor posição |
| ----- | ------------------- | -------------- |
| Suíça | Schweizer Hitparade | 59             |